# Mesomyia cydistra
Mesomyia cydistra är en tvåvingeart som först beskrevs av Taylor 1918.  Mesomyia cydistra ingår i släktet Mesomyia och familjen bromsar. Inga underarter finns listade i Catalogue of Life.